# Таштумшук
Таштумшук (кирг. Таштумшук) — село в Баткенском районе Баткенской области Кыргызстана. Входит в состав айылного аймака Ак-Татыр.

## География
Село расположено в центральной части области, на левом берегу реки Исфара, на расстоянии приблизительно 28 километров (по прямой) к юго-западу от города Баткена, административного центра области и района. Абсолютная высота — 1186 метров над уровнем моря.

## Население
Согласно оценочным данным Национального статистического комитета Кыргызской Республики, численность населения села на начало 2023 года составляла 567 человек.
| год     | 2009 | 2014 | 2015 | 2020 | 2021 | 2023 |
| ------- | ---- | ---- | ---- | ---- | ---- | ---- |
| человек | 537  | 522  | 514  | 550  | 545  | 567  |